# 埃迪·希布萊恩
愛德華·卡爾·「埃迪」·希布萊恩（英語：Edward Carl "Eddie" Cibrian，1973年6月18日—）是美國的一位演員。他最著名的作品是在日落海灘中飾演Cole Deschanel角色。